# 維托冰川
66°22′S 114°13′E / 66.367°S 114.217°E
維托冰川（英語：Whittle Glacier）是南極洲的冰川，位於威爾克斯地，最終在威廉遜冰川西北面11公里處注入科爾沃科雷塞斯灣，美國海軍的空中照片把該海岬繪入地圖。